# Give Me a Call
Give Me a Call är en låt från 2009 skriven av Pauline Kamusewu, Johan Wetterberg och Michel Zitron, och inspelad av Pauline Kamusewu 2009 på albumet Never Said I Was An Angel.
Melodin låg på Svensktoppen i två veckor. innan den åkte ut listan.

## Listplaceringar
| Lista (2009) | Topplacering |
| ------------ | ------------ |
| Norge        | 9            |
| Sverige      | 10           |

### Fotnoter
1. ↑  ”Pauline - "Never said I was an angel"”. Motala & Vadstena Tidning. 24 april 2009. Arkiverad från originalet den 12 juli 2012. https://archive.is/20120712211257/http://mvt.se/kulturnoje/recensioner/skiva/1.119074-pauline-never-said-i-was-an-angel-. Läst 3 mars 2012.
2. ↑  ”Never Said I Was an Angel”. Svensk mediedatabas. 28 februari 2009. http://smdb.kb.se/catalog/id/002490968. Läst 30 oktober 2014.
3. ↑  ”Svensktoppen”. Sveriges Radio. 8 februari 2009. http://sverigesradio.se/sida/topplista.aspx?programid=2023&date=2009-02-08. Läst 3 mars 2012.
4. ↑  ”Svensktoppen”. Sveriges Radio. 15 februari 2009. http://sverigesradio.se/sida/topplista.aspx?programid=2023&date=2009-02-15. Läst 3 mars 2012.
5. ↑  ”Give Me a Call”. Norwegiancharts. 28 februari 2009. Arkiverad från originalet den 12 november 2014. https://web.archive.org/web/20141112060131/http://norwegiancharts.com/showitem.asp?interpret=Pauline&titel=Give%20Me%20A%20Call&cat=s. Läst 3 mars 2012.
6. ↑  ”Give Me a Call”. Swedishcharts. 28 februari 2009. http://swedishcharts.com/showitem.asp?interpret=Pauline&titel=Give+Me+A+Call&cat=s. Läst 3 mars 2012.